# Maciej Kicki
Maciej Kicki herbu Gozdawa – porucznik ziemi ciechanowskiej w 1764 roku.
Był elektorem Stanisława Augusta Poniatowskiego w 1764 roku z ziemi ciechanowskiej.